# سیارک ۲۱۸۵۴
سیارک ۲۱۸۵۴ (به انگلیسی: 21854 Brendandwyer، نامگذاری:1999TJ147) بیست و یک هزار و هشتصد و پنجاه و چهارمین سیارک کشف شده‌است که در ۷ اکتبر ۱۹۹۹ کشف شد.
قدر مطلق سیارک برابر ۱۱.۷ است.